# Triple J
Pour les articles homonymes, voir JJJ.

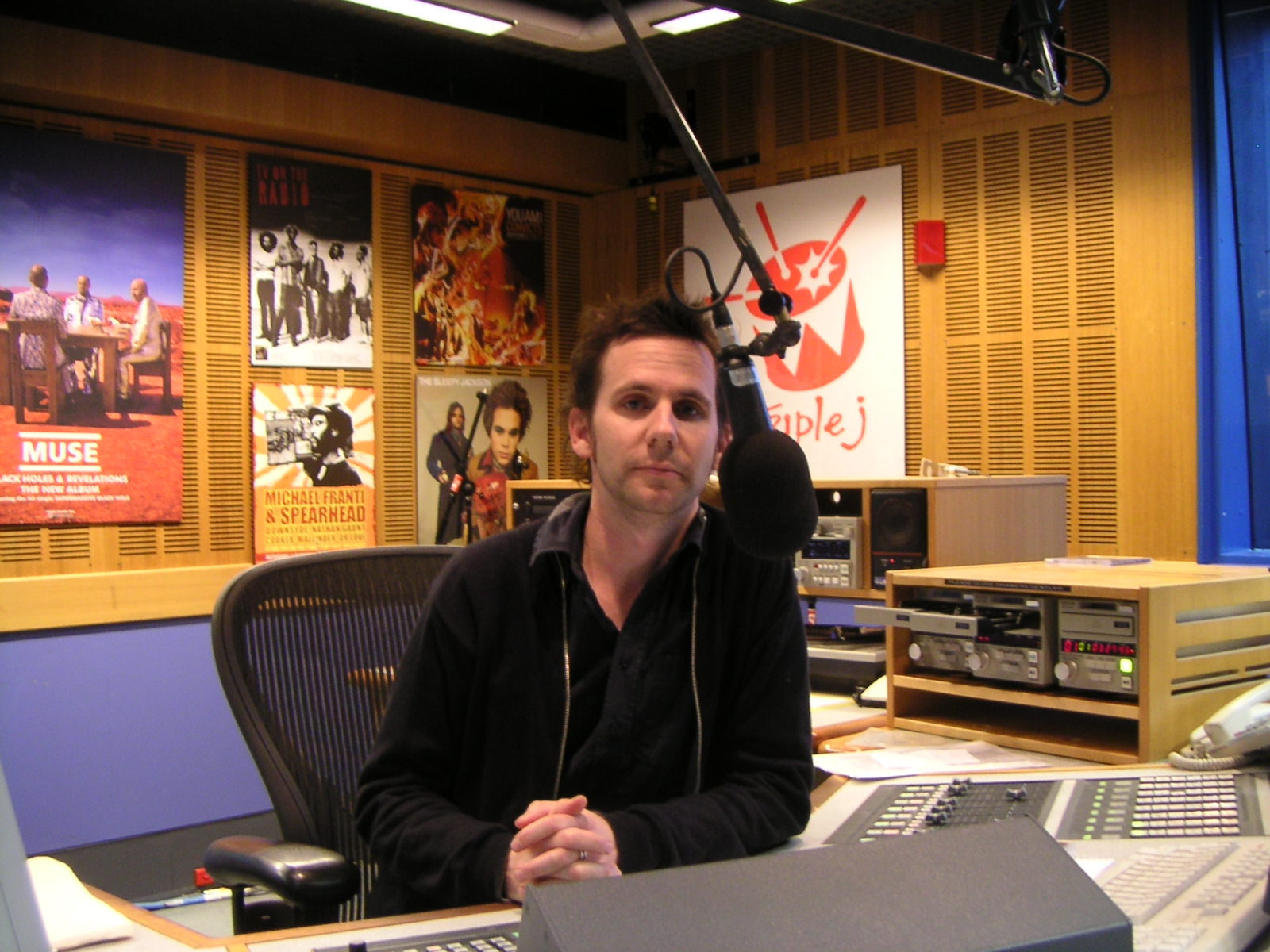
Robbie Buck de Triple J.

Triple J, également mentionnée par le sigle JJJ, est une station de radio australienne nationale. Elle fut originellement dénommée Double J lorsqu'elle n'émettait qu'à Sydney à partir de 1975, puis Triple J en 1990 en élargissant son émission à l'échelle nationale. Elle est orientée vers les jeunes de 12-25 ans.
Sa programmation est essentiellement consacrée à la musique alternative et à la mise en avant de la création musicale australienne. Elle en est devenue un tremplin reconnu pour les jeunes artistes et producteurs en Australie.